# Електрични тротинет
Електрични тротинет или електрични скутер моторизивано је возило са погоном на 2 точка и литијум-јонској батерији уз мотор са унутрашњим сагоревањем или чешће елекромотор. Пречник прелажења скутера током свог живота је обично од 5 па до 50 километара или од 3 па до 31 миљу. Просечан тротинет достиже брзину 30—40 км/час. Електрични тротинет не проналази само употребу код нормалног грађанства, већ и у полицијским јединицама (најчешће у САД). По правилима Европске уније приликом вожње скутера особа мора имати кацигу, те дозволу за вожење и имати најмање 15 година. Први примерак ових спортских скутера направљен је 1985. и звао се Go-Ped.

## Историја
- 1915-Аутопед преставља свој стојећи тротинет са кочницама и ручком све до 1921. године када је Круп производио Аутопеде под лиценцом од 1919-1922. године.
- 1986. године Go-Ped представља своје прве тротинете "Roadster" и "Sport".
- У мају 2001. године Go-Ped представља скутер са пуно суспензијом "Hoverboard".
- У новембру 2009. године Go-Pad представља свој нови скутер на пропански погон "GSR pro-ped" и "GSR pro-quad.
- 2013-2014- лако-склопиви скутери са погоном на струју и литијумску батерију постаји опција грађанству.
- 2018. године уводе места за рентирање скутера у метрополама налик рентирању бицикала.